# برگ‌آتشین
برگ‌آتشین (نام علمی: Echinodorus grisebachii) یا شمشیری آمازون نام یک گونه از تیره قاشق‌واشیان است.